# Eduard Bloch

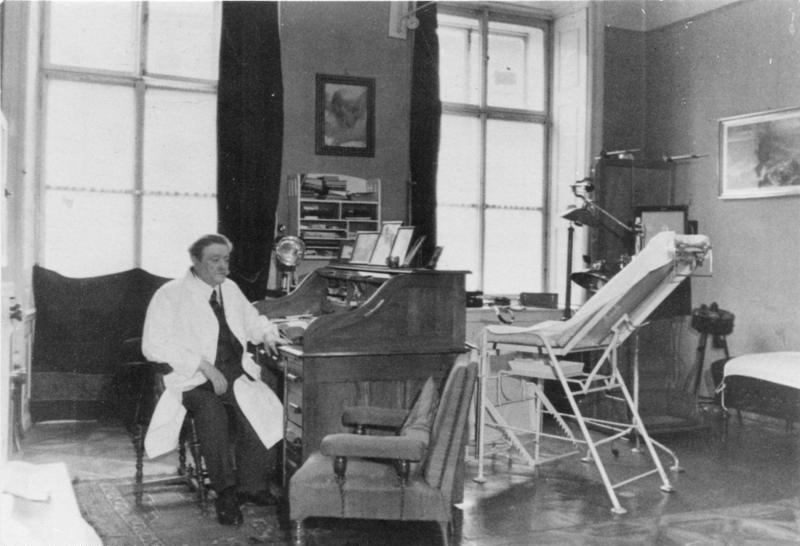
Eduard Bloch ve své ordinaci, 1938

Eduard Bloch (30. ledna 1872 Hluboká nad Vltavou – 1. června 1945 Bronx) byl židovský lékař původem z jižních Čech. Do roku 1907 byl ošetřujícím lékařem matky Adolfa Hitlera. Po anšlusu Rakouska se dostal na příkaz Hitlera pod ochranu lineckého gestapa.

## Rodina
Dědeček Eduarda Blocha - Joachim Bloch pracoval na panství knížete Schwarzenberga. Jeho otec Moritz Bloch byl jedním z prvních židovských absolventů pražské filosofické fakulty. Měl za manželku Fanny, dceru židovského rolníka. Eduard Bloch byl nejmladší z pěti dětí. Jeho starší bratr Adolf zemřel v roce 1942 v terezínském ghettu.

## Život

### Mládí
Eduard Bloch se narodil 30. ledna 1872 v Hluboké nad Vltavou v jižních Čechách. Když bylo Eduardovi 10 let, přestěhoval se do Českých Budějovic a studoval na místním gymnáziu. Po složení maturity odešel do Prahy, kde studoval medicínu na Karlově univerzitě. Během studia absolvoval vojenskou službu jako jednoroční dobrovolník.

### Lékařem v Linci
Po ukončení studia musel Eduard Bloch na vojnu. Byl přidělen k posádkové nemocnici v Linci. Když v roce 1900 skončila jeho vojenská služba, přesunul se do Drážďan, kde pracoval jako externí asistent na ženské klinice. Velmi záhy se však brzy vrátil zpátky do Lince a zde si otevřel vlastní ordinaci. Jeho praxi se dařilo. Někteří důstojníci ho přijali jako domácího lékaře. Postupně se stal nejzaměstnanějším lékařem ve městě. Mezi lidmi si vysloužil přezdívku „doktor chudých“. V Linci se seznámil s Lillií Kafkovou, kterou si vzal za ženu. V roce 1903 se jim narodila dcera Ertrud.

### Lékařem Hitlerovy rodiny
14. března 1907 se dostavila do jeho ordinace Klara Hitlerová, matka Adolfa Hitlera, které diagnostikoval rakovinový nádor. Jelikož nemoc byla neléčitelná, pomáhal alespoň pacientce její utrpení zmírnit. Od 6. listopadu prováděl na Adolfovo výslovné přání každý den náročné a drahé ošetření otevřené rány jodoformem. Klara Hitlerová nakonec zemřela 21. prosince 1907. Přesto mu pozůstalí vyjádřili velké díky. Podle jeho vzpomínek mu tehdy mladý Adolf Hitler stiskl ruku a pronesl: „Budu vám, pane doktore, navěky vděčný.“ Od té doby se už s Hitlerem nikdy nesetkal. Dostal však od něj později písemný pozdrav - pohlednici, kterou sám Hitler nakreslil.

### 1. světová válka
Eduard Bloch se po vypuknutí války dobrovolně přihlásil jako vojenský lékař a byl přidělen k linecké nouzové nemocnici ve funkci vedoucího lékaře. Manželka Lilli pomáhala po jeho boku jako dobrovolná sestra Červeného kříže a pečovala nejenom o nemocné, ale angažovala se i v péči o chudé. Od roku 1917 byl Bloch jedním z prvních nositelem nového titulu „zdravotní rada“.

### Třetí říše
Všeobecné pozornosti se Dr. Blochovi dostalo poté, co se v tisku objevila informace o jeho léčbě Hitlerovy matky. V roce 1938 ho navštívilo gestapo. Nekonala se žádná domovní prohlídka, pouze požádali o vydání děkovných dopisů od Hitlera. Dopisy byly zabaveny, Blochovi se ale dostalo u gestapa výsadní pozice. Tajná policie proti němu a jeho rodině nemohla zasahovat. Dokonce s ním musela dobře zacházet, aby neměla potíže s nadřízenými orgány. Byl to jediný Žid ve městě s tímto výjimečným postavením. Za války nepřestával pomáhat okolí. Ve své ordinaci nechával přenocovat několik Židů.

### Emigrace do USA
Na konci listopadu 1940 povolili nacisté doktoru Blochovi a jeho manželce odjet do USA. Neobvyklý osud Eduarda Blocha vyvolal brzy po příjezdu do New Yorku zvědavost mezi novináři. Jednomu z nich poskytl Bloch interview. Rozhovor vyšel nadvakrát pod titulem „Můj pacient Hitler“ v časopise Collier's. Po vydání se rozpoutala ostrá debata, neboť Bloch vylíčil Hitlera jako skromného mladíka s dobrým vychováním. Dr. Eduard Bloch zemřel 1. června 1945 ve svém bytě v Bronxu.
Americký zakladatel psychohistorie Rudolf Binion dospěl k názoru, že za nenávistí Hitlera k Židům může právě Eduard Bloch, jenž svou neodbornou a předraženou péčí urychlil smrt Klary Hitlerové. Tuto teorii však vyvrací kniha „Život ušlechtilého Žida“ od rakouské historičky Brigitte Hamannové.